# Shoulder press
La Shoulder press, detta anche Overhead press o Military press, è un esercizio indicato per allenare le spalle, rappresenta un'estesa famiglia di esercizi con i pesi usati nell'allenamento coi pesi in cui il carico viene spinto direttamente verso l'alto. Esistono numerose varianti di questo esercizio che possono essere nominate in maniere diverse. In Italia sono comuni le denominazioni spinte con manubri o con bilanciere, o lento dietro e lento avanti per definire alcune di queste.
Tali esercizi sono diffusi soprattutto nell'ambito del culturismo, del sollevamento pesi e del fitness. Ciò che accomuna questi esercizi è la spinta del carico verso l'alto, e gli attrezzi comunemente usati per praticarli sono bilancieri, manubri, kettlebell, e macchine isotoniche.

## Tipologie diShoulder press

### Shoulder press avanti (Lento avanti)

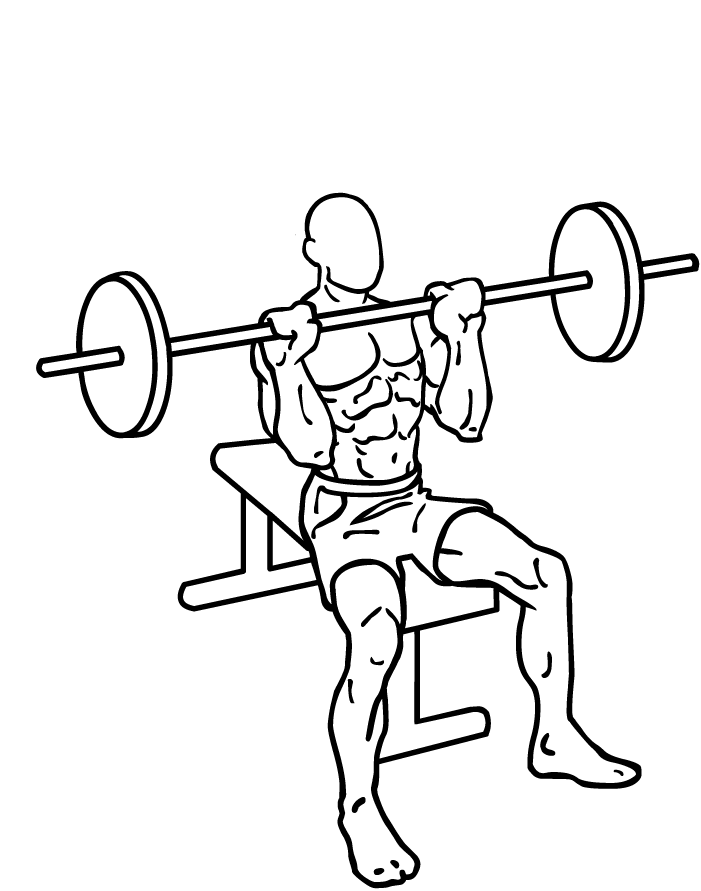
Posizione iniziale della shoulder press davanti con bilanciere da seduti: in questa rappresentazione le braccia si trovano in partenza su un piano più vicino al sagittale.

La shoulder press frontale, più comunemente nota come Lento avanti (Front barbell shoulder press) rappresenta la variante con bilanciere. Questa è meno gravosa per l'articolazione della spalla, ed è la più adatta per gli sport di prestazione e per l'utilizzo di carichi maggiori. Essa può essere consigliata come sostituzione al lento dietro per garantire un'esecuzione più sicura e la prevenzione di infortuni all'articolazione della spalla. L'esercizio viene svolto da seduti, con lo schienale leggermente inclinato e non verticale, in modo da permettere il sollevamento del bilanciere su un piano verticale che passi davanti al mento. Il movimento parte con il bilanciere poggiato sulle clavicole per poi elevare le braccia verso l'alto. Da notare che il lento avanti può essere eseguito su diversi piani di lavoro: a presa larga percorre il piano frontale prevedendo quindi l'abduzione del braccio durante il movimento; a presa stretta percorre il piano sagittale con una flessione del braccio; oppure la presa e la traiettoria possono risultare sul piano scapolare, ovvero in una via di mezzo tra il piano frontale e sagittale. Mentre sul piano frontale (abduzione) l'esercizio coinvolge maggiormente i deltoidi laterali similmente al lento dietro, sul piano sagittale (flessione) esso impegna maggiormente il deltoide anteriore e il fascio clavicolare (superiore) del grande pettorale. In entrambi i casi il grande pettorale interviene a supporto diversamente dal lento dietro, e questo può essere uno dei motivi per cui può permettere carichi superiori. Da notare che il movimento classico ereditato dal sollevamento pesi prevede il movimento sul piano intermedio tra frontale e sagittale (piano scapolare), presa non eccessivamente stretta in modo che gli avambracci vengano posizionati circa in verticale se visti da un piano frontale, con i gomiti più larghi delle spalle. Studi con elettromiografia (EMG) hanno rivelato che la shoulder press con bilanciere permetta di sollevare carichi proporzionalmente maggiori rispetto a quella con manubri, ma imponga una minore attivazione neuromuscolare generale del deltoide (Saeterbakken et al., 2013). Altri studi hanno determinato come la shoulder press avanti da seduti con presa intermedia favorisca in assoluto la maggiore attivazione del fascio clavicolare del grande pettorale rispetto a tutte le varianti testate (Büll et al., 2010).

### Shoulder press dietro (Lento dietro)
La shoulder press dietro il collo, più comunemente detta Lento dietro (Behind the neck barbell shoulder press) è la variante con bilanciere generalmente ritenuta più pericolosa per l'articolazione della spalla. La posizione di estrema extrarotazione del braccio e retroposizione dell'omero con il carico che agisce nel senso della forza di gravità (distensione) ha un effetto altamente lussante per l'articolazione della spalla. Per questi motivi questa particolare versione sembra essere caduta in po' in disuso negli ultimi anni a favore di altre varianti meno gravose a livello articolare, come il lento con manubri. La partenza del movimento prevede che, in posizione seduta su panca con schienale verticale, il bilanciere venga poggiato sulla porzione alta del trapezio, per poi estendere le braccia verso l'alto fino al livello desiderato. L'impugnatura solitamente deve essere regolata in modo che l'avambraccio risulti perpendicolare (verticale) al suolo durante il movimento. Oltre ad essere il più pericoloso per l'articolazione della spalla, il lento dietro non è adatto a tutti i soggetti poiché richiede un'ampia mobilità articolare del braccio in extrarotazione, in modo che la testa non interferisca con la traiettoria percorsa dal bilanciere durante l'alzata. Viene altamente sconsigliata quindi la flessione del collo per permettere il movimento, ma piuttosto l'esecuzione del lento avanti o del lento con manubri.

### Shoulder press con manubri (Spinte con manubri)

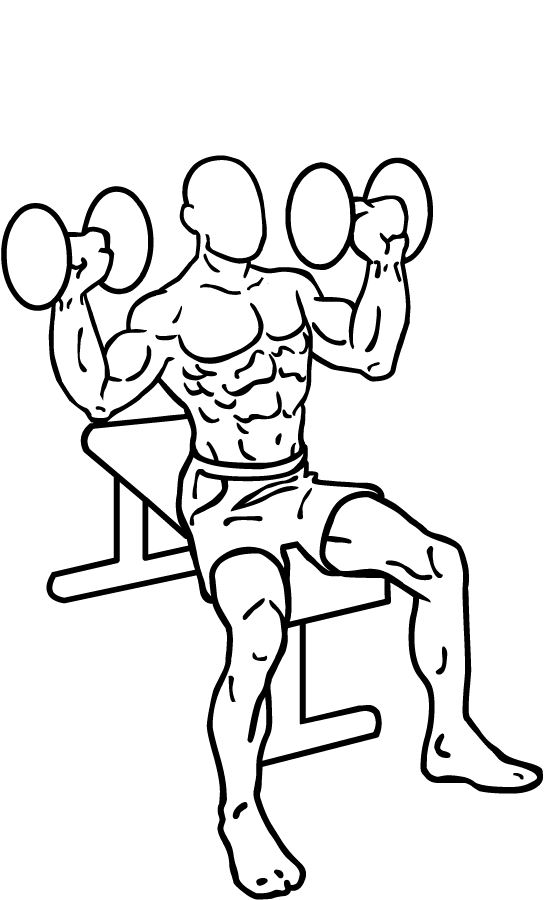
Posizione iniziale della shoulder press con manubri: le braccia si trovano in posizione di abduzione a circa 45°.

La shoulder press con manubri (Dumbbell shoulder press), detto anche spinte con manubri, o lento con manubri, è la risposta alle shoulder press tradizionali in forma di esercizio a braccia indipendenti. Questo esercizio è più usato nel fitness e bodybuilding, ed ha iniziato a sostituirsi più frequentemente alle varianti con bilanciere dopo che si è evidenziata una certa pericolosità per l'articolazione della spalla durante l'esecuzione del lento dietro con bilanciere. La shoulder press con manubri consente un maggiore stimolo dei muscoli stabilizzatori e una minore gravosità relativa a livello articolare grazie alla traiettoria più fisiologica. Sembra inoltre che, diversamente dai bilancieri, in cui viene sollecitato in maniera maggiore il capo laterale, questa tipologia permetta di stimolare in maniera analoga i capi laterale e anteriore del deltoide. Ulteriori analisi elettromiografiche (EMG) hanno dimostrato che effettivamente l'attivazione del deltoide anteriore risulti maggiore nella shoulder press da seduti con manubri rispetto alla variante da seduti con bilanciere. Gli stessi studi dimostrano inoltre che la shoulder press con manubri permetta una maggiore attività neuromuscolare dei deltoidi ma un'inferiore capacità di sollevamento del carico rispetto alla shoulder press con bilanciere.

### Arnold press

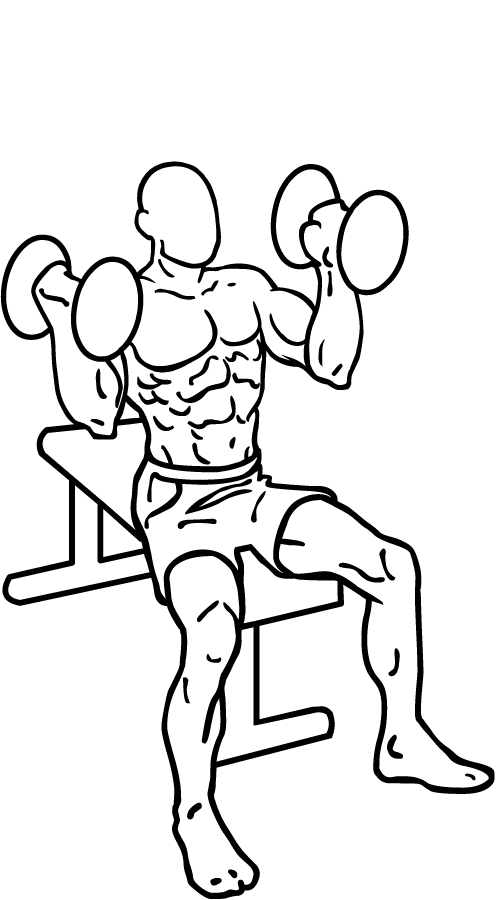
Posizione iniziale dell'Arnold press: le braccia si trovano in posizione di flessione a circa 45° sul piano sagittale e parallele tra loro.

L’Arnold press è una forma di shoulder press con manubri molto popolare introdotta dal celebre attore ed ex campione di bodybuilding Arnold Schwarzenegger. Il movimento singolare prevede una traiettoria diagonale intermedia tra abduzione ed estensione orizzontale del braccio. Con i manubri impugnati si parte da seduti con una posizione a gomiti flessi a circa 45° con braccia anteposte (braccia parallele tra loro) in modo tale che i manubri risultino all'altezza delle spalle e i palmi delle mani siano rivolti verso l'esecutore (presa supina). Durante il movimento il braccio segue una traiettoria diagonale verso l'alto in retroposizione, in modo da raggiungere la posizione finale della shoulder press tradizionale a gomiti estesi sopra la testa. Nel contempo i polsi ruotano in modo tale che al termine del movimento i palmi della mano guardino verso avanti. Come accade per le altre forme di shoulder press, l'arco di movimento completo porta fortemente a sollecitare gli elevatori delle scapole quali trapezio (fasci superiori), romboidi, gran dentato ed elevatore della scapola. Ciò in quanto, da diverse analisi elettromiografiche, risulta che gli elevatori stessi delle scapole si attivano in maniera rilevante già superati i 60° di abduzione del braccio (prima di raggiungere la linea orizzontale), venendo sempre più sollecitati man mano che il movimento prosegue, ma anche i deltodi intervengono attivamente a partire da circa i 60° di abduzione, trasferendo il compito di abdurre il braccio agli elevatori delle scapole man mano che il braccio si eleva. Per portare ad una sollecitazione orientata più sui deltoidi e meno su trapezio e sinergici, è possibile ridurre l'arco di movimento fermando i gomiti al massimo all'altezza degli occhi.

### Scott press (Lento Scott)
La Scott press o Palm Out DB press, rinominata in Italia anche come Lento Scott, è una variante della shoulder press con manubri elaborata alla fine degli anni sessanta dall'ex campione di bodybuilding e primo vincitore del Mr. Olympia Larry Scott, già noto per aver diffuso l'esercizio per i bicipiti del curl su panca Scott. Il movimento, eseguito in piedi o da seduti, può risultare simile all’Arnold press, ma prevede un range di movimento (ROM) molto più ridotto, caratterizzato comunque da una traiettoria diagonale. Nella fase di partenza, il braccio parte da una linea circa orizzontale a 90° di abduzione (parallelo al terreno), e flesso in orizzontale a circa 30° (piano scapolare), gomito flesso a 90° e presa in semisupinazione. Dalla partenza in flessione orizzontale a 30° il braccio percorre una traiettoria diagonale verso l'alto in abduzione fino a raggiungere circa 120-130° con una leggera rotazione del polso portando la presa in posizione prona (i palmi guardano avanti). Nella posizione di massima contrazione il gomito raggiunge circa l'altezza degli occhi, e gli avambracci convergono sopra la testa. Da un'analisi biomeccanica la Scott press sembra carente dal punto di vista funzionale. Il mezzo movimento e la traiettoria del braccio in abduzione da circa a 90 a 130° portano chiaramente ad una maggiore sollecitazione degli elevatori delle scapole quali trapezio (fasci discendenti), romboidi, elevatore della scapola, e gran dentato, portando a ridurre in un certo modo l'attività del deltoide. Si può inoltre notare come la rotazione dei polsi durante il movimento non abbia rilevanza nello stimolo dei deltoidi, e non abbia quindi motivo di essere praticata. Mentre le normali varianti prevedono un arco di movimento di completa abduzione, oppure un'abduzione parziale evitando la massima elevazione per concentrare il lavoro più sui deltoidi e meno sugli elevatori delle scapole, la Scott press inverte la situazione partendo da un'inclinazione del braccio quasi orizzontale e riducendo molto il ROM dei deltoidi. La Arnold press corregge questo problema aumentando il range di movimento e permettendo di raggiungere il massimo allungamento del deltoide.

### Standing shoulder press (military Press)

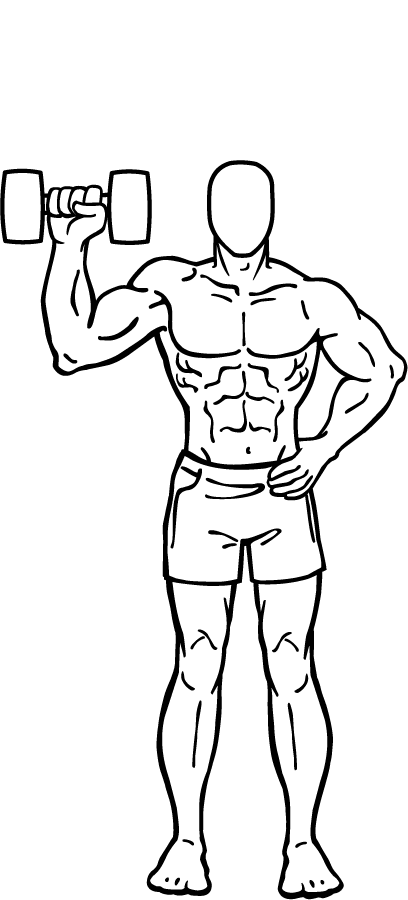
Fase iniziale di una standing shoulder press unilaterale con manubri. Alcuni studi dimostrano che questa modalità determini la più alta attività neuromuscolare del muscolo deltoide, ma la minore forza complessiva (Saeterbakken e Fimland, 2013).

La standing shoulder press è la variante delle shoulder press in posizione eretta. Alcuni autori attribuiscono a questo esercizio la denominazione alternativa Military press, nonostante questo termine venga in realtà usato nella maggior parte dei casi come sinonimo generico di shoulder press nelle varie forme, oppure della classica shoulder press con bilanciere da seduti. Solitamente viene svolta come lento avanti, cioè portando il bilanciere alle clavicole, altre volte può essere praticata portando il bilanciere dietro al collo, o usando manubri e kettlebell. La sua esecuzione è più complessa rispetto alle versioni da seduto, perché richiede una maggiore coordinazione e un alto coinvolgimento dei muscoli stabilizzatori del corpo intero per permettere il movimento. Alcuni studi elettromiografici (EMG) hanno stabilito che la standing shoulder press permetta di sollevare carichi inferiori rispetto alla variante da seduto (valutando 1-RM), soprattutto se praticata con manubri (Saeterbakken e Fimland, 2013). Altri segnalano che la stessa eseguita dietro al collo con bilanciere enfatizzi l'attività del capo anteriore del deltoide rispetto a tutte le varianti esaminate con bilanciere (Büll et al., 2010). La standing shoulder press può essere più adatta alla preparazione atletica di sport specifici come il sollevamento pesi, ed è meno diffusa nel settore fitness. Assieme alle girate al petto (clean) compone i movimenti della ex terza specialità del sollevamento pesi, ovvero la distensione lenta (clean and press), bandita dal 1972. La vera e propria standing shoulder press non prevede il contributo degli arti inferiori nella fase di spinta, che invece vengono chiamati in causa nel push press, esercizio derivato dalla pesistica, in cui l'unica differenza con il precedente è appunto la spinta delle cosce nella fase positiva del movimento, ovvero una sorta di Cheating previsto ad ogni ripetizione.
Sebbene siano meno diffuse rispetto alle varianti da seduto, le shoulder press in posizione eretta riducono maggiormente lo stress sul rachide alleggerendo il carico vertebrale. Tuttavia, poiché risulta difficile controllare l'esatta postura durante l'esecuzione di questi esercizi se non tramite l'assistenza di un professionista, e poiché il rischio traumi è molto più elevato per un esercizio scorretto svolto in piedi rispetto al rischio dovuto al maggior carico relativo da seduti, viene sconsigliata l'esecuzione in piedi da parte di soggetti non esperti se non si è seguiti da un personal trainer. Le varianti in stazione eretta vanno anche evitate nel caso il soggetto presenti un'iperlordosi lombare e/o un eccessivo accorciamento dei flessori dell'anca.

### Push press
Il Push press è la standing shoulder press con la spinta (push) delle gambe nella fase concentrica del movimento. Durante la fase concentrica (o positiva) si solleva il carico in modo esplosivo sfruttando la spinta delle cosce, spostando nel contempo indietro il busto per far superare all'attrezzo la testa senza uscire dal baricentro. Giunti con il bilanciere sopra la fronte si riporta il tronco in linea con le gambe e si raddrizzano le braccia. Nella fase eccentrica il carico viene abbassato lentamente (ripetizione eccentrica) fino alla posizione di partenza sulle clavicole, ma senza mobilizzare gli arti inferiori. Questa è la variante del shoulder press più impegnativa, e, grazie al movimento di spinta nella fase più dura, permette di sollevare carichi potenzialmente superiori a quelli utilizzati nella normale standing shoulder press. Per tanto è una delle varianti più adatte per lo sviluppo della forza e della potenza in questo tipo di movimento. Il Push press è meno comune nel bodybuilding ma si presenta come un tipico movimento della pesistica (weightlifting), e può essere usato come esercizio integrativo per sviluppare la potenza e migliorare le prestazioni nell'esercizio dello slancio (clean and jerk), cioè una delle due specialità in questo sport assieme allo strappo (snatch). In realtà la natura del movimento del push press non fa più parte delle specialità della pesistica, in quanto il movimento di spinta o distensione che caratterizzava parte del clean and press è stato bandito, ma può essere usato per migliorare la coordinazione generale. Movimenti di questa complessità raramente vengono previsti nel fitness, e, come la standing shoulder press, non sono adatti a soggetti decondizionati o che presentano algie vertebrali o deformazioni posturali. Il push press può essere introdotta come forma di cheating, quando si raggiunge l'esaurimento durante l'esecuzione della normale standing shoulder press.

### Clean and Press (Distensione lenta)
La Clean and Press o Distensione lenta era la terza specialità del sollevamento pesi olimpico fino al 1972, quando venne bandito a causa della difficoltà nel giudicare se il sollevamento fosse eseguito in maniera corretta. Essendo un elaborato esercizio di pesistica, esso comporta il reclutamento di tutti i muscoli del corpo, dedicando solo una parte al movimento proprio della shoulder press. Nella prima fase viene eseguita una girata al petto (clean), rendendo l'esercizio fino a questo punto uguale allo slancio (clean and jerk), ma differisce nella seconda fase in quanto il peso deve essere spinto dal petto oltre la testa per azione delle sole braccia (press), quindi senza l'intervento degli arti inferiori che rimangono semiestesi e immobili. Esso risulta quindi come un movimento composto dalla classica girata al petto (clean) e la standing shoulder press. Come il resto degli esercizi di pesistica è un movimento complesso adatto ad atleti esperti, utile per sviluppare la coordinazione, la potenza, la forza, e reclutare un vasto gruppo di muscoli.

### Thruster
Il Thruster (in italiano propulsore) è un altro esercizio ibrido che combina lo squat frontale con la shoulder press, e, come le altre varianti, può essere praticato con bilanciere, manubri o kettlebell. Può essere considerata un'estremizzazione del push press, in quanto la spinta delle cosce avviene tramite un movimento più ampio assimilabile allo squat. La posizione inizia con i piedi alla larghezza delle spalle e le punte esposte leggermente verso l'esterno. Si mantiene il carico all'altezza delle spalle con una presa analoga alla standing shoulder press. Assicurarsi che, indipendentemente dal tipo di peso che si utilizza, gli avambracci siano perpendicolari al pavimento in modo che le mani siano sotto i gomiti. Sollevare il petto, spingere il bacino indietro e accovacciarsi fino a quando le cosce sono parallele al pavimento. Salire e dalla posizione di squat e contemporaneamente spingere il sovraccarico verso l'alto. Abbassare nuovamente il peso alle spalle e poi scendere con l'accosciata. L'esercizio va praticato con cautela, senza permettere che la bassa schiena perda la sua curva fisiologica durante l'esecuzione, in quanto ciò può portare a traumi.

### Shoulder press machine

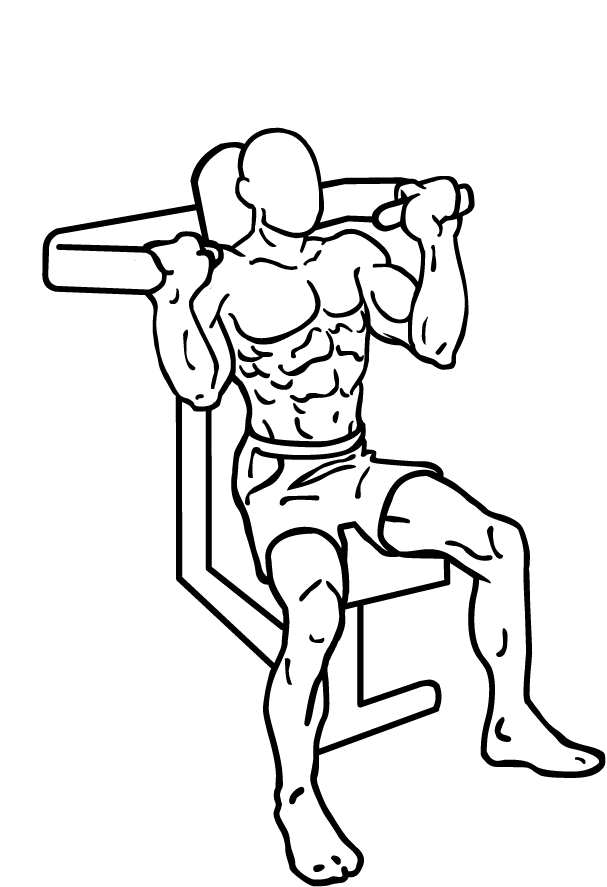
Rappresentazione della shoulder press machine nel picco della fase eccentrica.

La shoulder press machine, spesso chiamata semplicemente shoulder press, è la variante dell'esercizio praticata alla macchina specifica. Le tipologie di shoulder press machine più comuni possono simulare in genere sia il movimento del lento dietro che del lento avanti, possono consentire di muovere il braccio sul piano sagittale, frontale o scapolare, presentano lo schienale regolabile. La regolazione dell'inclinazione dello schienale presenta il vantaggio di aumentare o diminuire l'extrarotazione del braccio a seconda della mobilità articolare del soggetto. Appositamente seduti alla macchina, con la regione dorsale ben aderente allo schienale, si afferra l'impugnatura con il palmo rivolto a piacere a seconda delle comodità e della variante che si vuole eseguire. Se il modello lo permette, è possibile scegliere diverse prese per poter eseguire il movimento su diversi piani di lavoro, ovvero sul piano frontale, sagittale o scapolare. Pur essendo un esercizio multiarticolare con un adeguato livello di sicurezza tipico macchine, presenta gli svantaggi dei macchinari a traiettoria rigida e vincolata, come l'importante limitazione dell'intervento dei muscoli stabilizzatori, e la maggior gravosità articolare potenziale, soprattutto con l'utilizzo di carichi elevati. La shoulder press alla macchina può essere praticata anche alla smith machine, presentando però una minore libertà di movimento a causa del vincolo imposto dal bilanciere guidato. Anche studi elettromiografici hanno osservato che la shoulder press alla smith machine favorisca un reclutamento del deltoide anteriore molto maggiore rispetto ad altri esercizi per i deltoidi come le alzate laterali (Botton et al., 2013).

### Shoulder press su fitball
Il Shoulder press su fitball è un'altra variante poco comune eseguita a corpo libero sulla fit ball, detta anche swiss ball o stability ball (palla svizzera). L'esercizio prevede la posizione seduta con busto in verticale. Come molti altri esercizi con sovraccarichi eseguiti su fit ball, si tratta di una variante più orientata sul fitness, e sullo sviluppo della stabilità e dell'equilibrio rispetto alle precedenti descritte, dove al contrario è possibile usare sovraccarichi importanti raggiungendo intensità vicine al massimale. Studi recenti hanno analizzato le differenze nell'attivazione muscolare tra la shoulder press con manubri o bilanciere su una panca stabile o su fitball. Alcuni non hanno rilevato differenze significative tra le due varianti (Uribe et al., 2010), mentre altri hanno riconosciuto che la varianti su fit ball prevedibilmente impone un abbassamento dei carichi causando un minore intervento dei muscoli sinergici ma un maggiore intervento degli erettori spinali superiori (Kohler et al., 2010).

## Range of motion (ROM)

### Movimento corretto

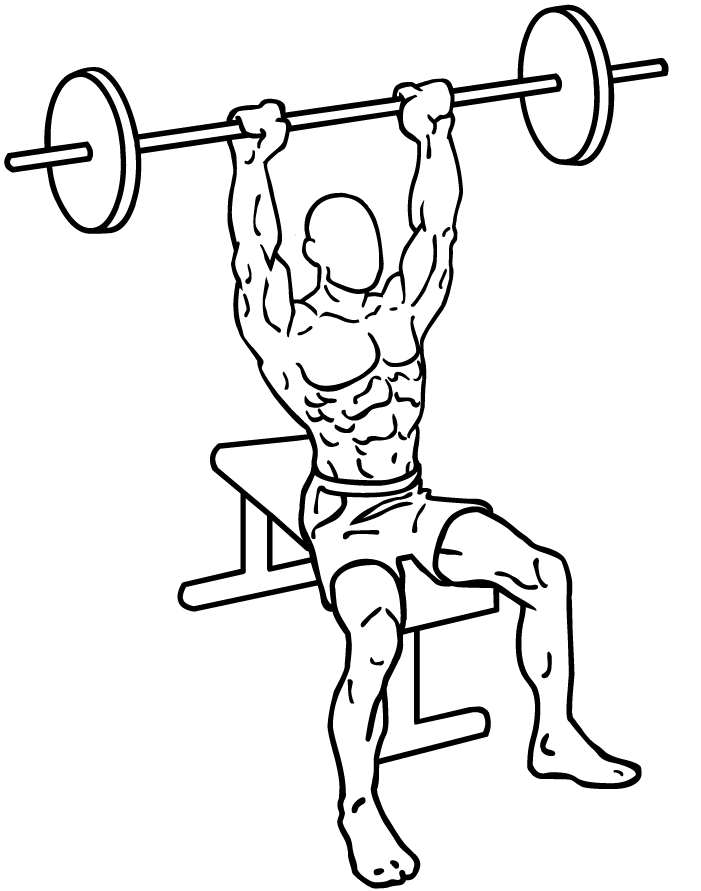
Fase finale del lento avanti con movimento di completa abduzione a 180°: in questa posizione a braccia verticali e a gomiti estesi avviene il "lock out", che determina una sosta tra le ripetizioni ed è più adatto nelle prestazioni di forza.

Il movimento del shoulder press può variare a seconda della finalità per cui lo si pratica. Negli sport di prestazione, come l'allenamento per lo sviluppo della forza massima o per la potenza, viene previsto un movimento completo, il quale comporta una maggiore attivazione delle catene muscolari sinergiche, tra cui principalmente il trapezio con i suoi fasci superiori e il tricipite brachiale. Durante le prestazioni particolarmente intense può essere consentito anche il cosiddetto lock out, cioè una sosta tra le ripetizioni ottenuta una volta che vengono estese completamente le braccia sopra la testa e che l'articolazione del gomito viene bloccata in massima estensione. Se la shoulder press viene invece praticata per sviluppare l'ipertrofia dei deltoidi, come nell'attività di bodybuilding o di fitness, allora l'ampiezza dell'arco di movimento dell'esercizio può essere ridotta. Come viene riconosciuto negli studi elettromiografici, il deltoide si attiva durante tutto l'arco di movimento nell'abduzione del braccio, fino ad arrivare a 180° (braccio completamente elevato in verticale). Tuttavia, proseguendo nel movimento aumenta anche l'attività del trapezio e degli altri numerosi muscoli deputati all'elevazione della scapola, tra cui l'elevatore della scapola, il gran dentato e i romboidi. Se si volesse dunque focalizzare l'attività muscolare soprattutto sui deltoidi per enfatizzarne lo stimolo riducendo al minimo l'attività degli elevatori delle scapole, i ricercatori suggeriscono che l'abduzione dell'omero possa essere portata fino a 90° (orizzontale), oppure superare questo livello ma senza elevare completamente il braccio, quindi senza portare l'omero a 180° di abduzione, e quindi senza estendere completamente i gomiti. Per avere un metro di riferimento, si potrebbe portare il gomito al massimo circa fino all'altezza degli occhi o della fronte. Questo perché gli studi hanno rilevato che salendo oltre questa soglia, il deltoide rimane effettivamente attivo, ma il trapezio (e gli altri elevatori delle scapole) assume un ruolo sempre più importante, mentre tra 45° e 90° il trapezio non sembra aumentare il lavoro ma il deltoide si. Si può quindi fare distinzione tra l'esecuzione corretta per migliorare la prestazione nel sollevamento, oppure l'esecuzione corretta per il massimo stimolo dell'attività muscolare e dell'ipertrofia dei deltoidi.

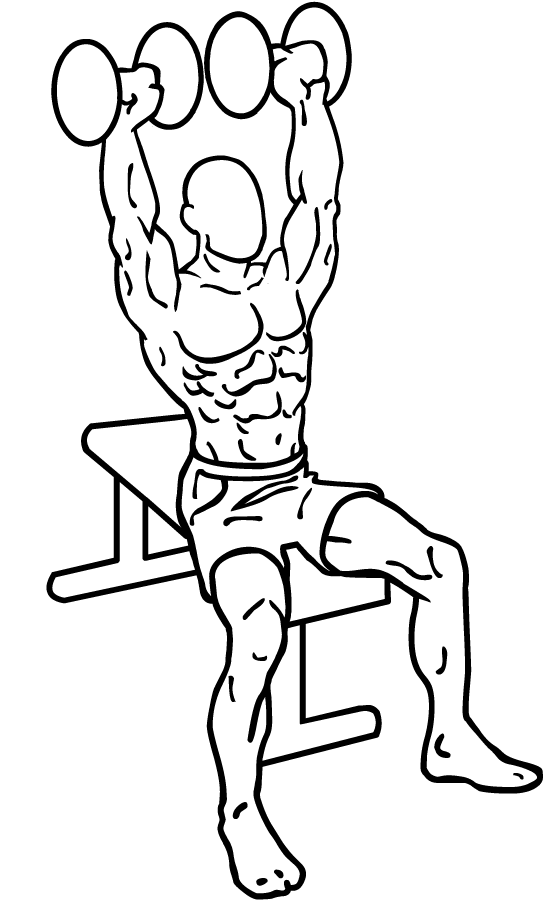
Fase finale della shoulder press con manubri con movimento di completa abduzione a 180°: anche in questo caso la posizione in "lock out" determina una sosta tra le ripetizioni e una riduzione dell'attività muscolare.

La principale ricerca che ha stabilito queste conclusioni venne condotta da Paoli et al. (2010). Gli studiosi decisero di analizzare l'effetto della modifica del ROM sulla shoulder press sull'attività elettromiografica (EMG) di 8 dei muscoli coinvolti nell'esercizio (fascio clavicolare del grande pettorale, deltoide anteriore, laterale e posteriore, fasci superiori e mediali del trapezio, capo lungo del tricipite, e piccolo rotondo). Sei soggetti allenati eseguirono 3 serie da 10 ripetizioni, ognuno dei quali con un diverso range di movimento: il primo gruppo terminava il movimento con un angolo del gomito di 90°; il secondo gruppo terminava il movimento con un angolo del gomito di 135°; il terzo con un angolo del gomito di 180°. In altri termini, il primo gruppo terminava il movimento quando il braccio era orizzontale rispetto al suolo, il secondo gruppo arrestava il braccio quando il gomito arrivava oltre le spalle, indicativamente all'altezza del viso, mentre il terzo elevava il braccio perfettamente in verticale con il gomito in massima estensione. Inoltre, vennero selezionati tre diversi carichi, cioè senza carico, al 30% 1-RM o al 70% 1-RM, mentre le serie venivano separate da 5 minuti di recupero. I risultati mostrarono che l'attività EMG di tutti i muscoli analizzati aumentava con il ROM più ampio (180° di abduzione) con tutti i 3 carichi, ad eccezione di trapezio mediale, piccolo rotondo e deltoide posteriore nel gruppo senza carico. I risultati hanno mostrato che l'utilizzo del ROM più ampio ha aumentato l'attività EMG di tutti i muscoli selezionati rispetto al ROM più ridotto, anche se tale risultato non è stato totalmente confermato nel gruppo a ROM intermedio. Inoltre, l'uso del ROM intermedio è stato in grado di isolare l'attività del deltoide laterale rispetto al trapezio soltanto nella condizione in cui il carico risultava più pesante (70% 1-RM). I ricercatori conclusero: "Questo suggerisce agli allenatori che nei programmi per lo sviluppo della forza l'impiego di un ROM incompleto può ridurre il coinvolgimento del trapezio senza diminuire l'attivazione del deltoide mediale solo con carichi pesanti" (Paoli et a., 2010).

### Movimento scorretto

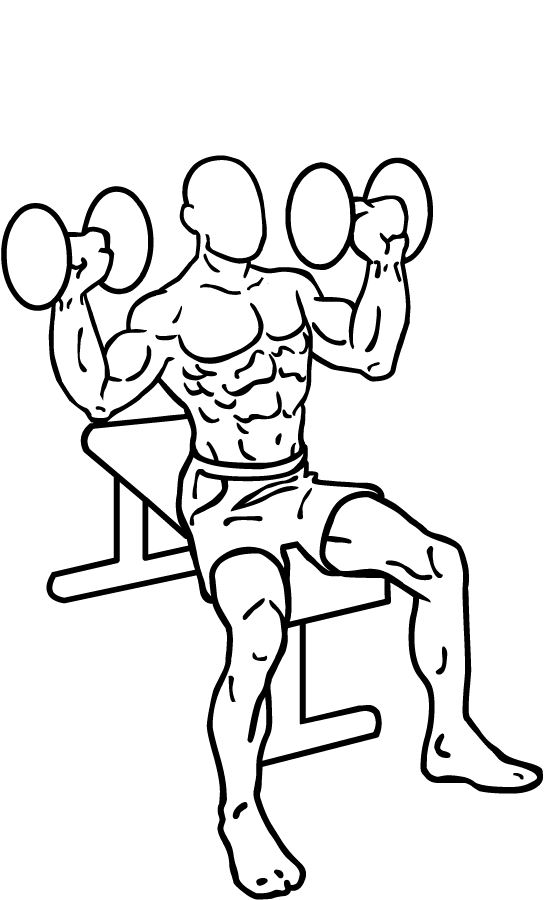
Posizione iniziale corretta della shoulder press con manubri: le braccia si trovano in posizione di abduzione a circa 45°. Se il movimento di partenza avviene a braccia più elevate, il ROM del deltoide si riduce.

Un errore comune che viene molto spesso commesso durante l'esecuzione del shoulder press è quello di svolgere un movimento parziale senza scendere con le braccia al di sotto della linea orizzontale, ma fermandole parallele al terreno. L'attivazione del deltoide inizia ad essere più rilevante a partire dai 60° di abduzione lungo tutto l'arco di movimento fino a 180°. Se il movimento parte da 90° (braccia orizzontali) verso l'alto, l'attività del deltoide viene ridotta per una buona parte, non solo perché viene evitato metà del range di movimento, ma anche perché, come precedentemente accennato, gran parte del lavoro del deltoide avviene da prima dei 90° di abduzione, quando gli elevatori delle scapole (fasci superiori del trapezio in primis) non assumono ancora un ruolo preponderante. L'arco di movimento parziale da 90° a 180° (cioè da gomito che parte ad altezza spalle verso l'alto fino a braccia verticali) risulta a tutti gli effetti come un movimento dimezzato, ed è maggiormente rivolto allo stimolo del trapezio e degli altri elevatori delle scapole, influendo relativamente meno sui muscoli deltoidi. Questo errore viene commesso probabilmente per la maggiore facilità di esecuzione dovuta al range di movimento molto ridotto. Il movimento corretto, che si tratti delle finalità volte allo sviluppo della prestazione o dell'ipertrofia muscolare, prevede che i gomiti vengano portati più in basso, quasi verso fianchi, in modo da consentire al deltoide di aumentare il suo range di movimento portandolo in allungamento, e di conseguenza aumentarne lo stimolo selettivo. Alcuni riferimenti per poter capire se il movimento viene compiuto correttamente nella sua massima ampiezza durante la fase eccentrica sono, i gomiti che si avvicinano ai fianchi, i manubri che arrivano all'altezza delle spalle, o il bilanciere che sfiora le spalle o le clavicole.
Questa tesi viene confermata da due importanti leggi muscolari fondamentali:
- Legge di Starling: "La forza contrattile di un muscolo è direttamente proporzionale alla lunghezza delle sue fibre all'inizio e alla fine della contrazione."
- Legge di Schwann: "La forza assoluta di un muscolo diminuisce man mano che esso si accorcia contraendosi, come i corpi elastici."

(Andrea Umili, Chinesiologia applicata per fitness e bodybuilding, 1991.)
Prendendo in considerazione questi dati si può concludere che più un fascio muscolare viene portato in stiramento, e più è forte. Inoltre si può comprendere il principio di pre-contrazione e pre-stiramento di un muscolo: quando un muscolo viene posto in maggiore tensione dall'inizio del movimento (cioè il pre-stiramento), è possibile non solo ottenere una maggiore forza muscolare complessiva, ma ottenere anche un maggiore isolamento dello stesso rispetto all'intervento dei muscoli sinergici. Al contrario, se un muscolo viene portato in pre-contrazione (come nella posizione che parte da gomiti all'altezza delle spalle), la sua tensione diminuisce o viene allentata, la forza generata dallo stesso decrementa, e maggiore carico viene distribuito sui muscoli sinergici monoarticolari, con il risultato che si potrebbe ridurre la capacità di sollevamento del carico, e il reclutamento del muscolo o fascio stesso. Naturalmente la capacità di sollevamento del carico è influenzata da ulteriori fattori come l'ampiezza del range of motion (ROM), o il punto di difficoltà (il punto del ROM in cui il carico è più pesante da sollevare). Il dato importante che deve essere però precisato, è che al di sotto dei 60° di abduzione l'attività è a carico del sovraspinato e non primariamente del deltoide. L'abduttore nei primi 60° del movimento è il sopraspinato, il quale permette l'inizio dell'abduzione.

### Conclusioni
- se il braccio parte da 90° verso l'alto, il deltoide parte da una posizione precontratta subendo un'importante riduzione del range di movimento (ROM);
- per questo motivo il deltoide in tal caso non riesce mai a raggiungere il massimo allungamento;
- la seconda metà del movimento del braccio (da 90° a 180°) comporta una maggiore competenza degli elevatori delle scapole (fasci discendenti del trapezio, romboidi, elevatore della scapola, gran dentato);
- il carico viene distribuito in maniera relativamente maggiore sugli elevatori delle scapole poiché questi iniziano ad attivarsi rilevantemente già dai 60° di abduzione del braccio;
- i primi 60° di abduzione (prima che il braccio raggiunga l'orizzontale) vengono riconosciuti come il vero range di movimento dell'articolazione gleno-omerale a scapito dell'articolazione scapolo-toracica;
- è tra 60° e 90° che il deltoide copre un ruolo primario;
- al di sotto dei 60° l'abduzione del braccio avviene soprattutto per azione della cuffia dei rotatori;
- al di sopra dei 90° l'abduzione avviene sempre più per azione degli elevatori delle scapole;

## Rischio infortuni
La shoulder press può essere facilmente causa di instabilità dell'articolazione della spalla, cioè l'articolazione gleno-omerale. L'instabilità può essere dovuta ad un trauma acuto, come uno strappo della capsula articolare e del labbro glenoideo, oppure può essere atraumatica, rappresentando una tendenza all'usura della capsula articolare. In entrambi i casi, la capsula può non essere in grado di sostenere la spalla nei movimenti di estrema abduzione ed extrarotazione. Pertanto, gli esercizi che pongono la spalla nella posizione di estrema abduzione ed extrarotazione, come la shoulder press (soprattutto la variante dietro la testa), il lat machine dietro, o il pectoral machine, dovrebbero essere evitati o modificati per ridurre lo stress articolare.
Tra tutte le varianti della shoulder press, quella in assoluto più stressante per l'articolazione gleno-omerale è il lento dietro o behind the neck shoulder press. Questo esercizio impone una maggiore extrarotazione e retroposizione dell'omero, provocando un maggiore effetto gravante sull'articolazione rispetto alle altre varianti. In aggiunta, nel lento dietro l'extrarotazione di 90° dell'omero porta il piccolo rotondo e il sottospinato in precontrazione esercitando una minore stabilizzazione della spalla. L'estrema extrarotazione porta inoltre in forte prestiramento, e potenzialmente in maggiore stress, il sottoscapolare, che partecipa più attivamente in questo movimento in proporzione all'extrarotazione. Nei primi 60° di abduzione, l'attività è soprattutto a carico della cuffia dei rotatori, in particolare del sovraspinato, e non del deltoide. L'abduttore nei primi 60° del movimento è il sovraspinato che, dando la direzione verso l'esterno alla testa omerale, grazie alla sua inserzione sul trochite, permette l'inizio dell'abduzione; senza questo intervento, il deltoide, per la sua inserzione distale (tuberosità deltoidea omerale) porterebbe la testa omerale a salire verso la volta acromion coracoidea. Per questo motivo alcuni autori suggeriscono che per non porre sotto stress la cuffia dei rotatori, possa essere suggerito di non scendere al di sotto dei 60° di adduzione.
La shoulder press può causare anche infortuni alla bassa schiena. L'eccessivo inarcamento o l'iperestensione dell'arco lombare durante l'esecuzione dell'esercizio può causare delle problematiche a livello della lordosi lombare. Viene suggerito che la migliore scelta nell'esecuzione della shoulder press per ridurre lo stress vertebrale sia nelle sue varianti in posizione eretta (standing shoulder press), poiché in questo modo viene ridotto il carico vertebrale rispetto alle tradizionali versioni da seduti usate nel bodybuilding e fitness. Tuttavia, poiché risulta difficile controllare l'esatta postura durante l'esecuzione di questi esercizi se non tramite l'assistenza di un professionista, e poiché il rischio traumi è molto più elevato per un esercizio scorretto svolto in piedi rispetto al rischio dovuto al maggior carico relativo da seduti, si consiglia di eseguirli da seduti nei centri fitness, o preferibilmente in piedi se seguiti da un personal trainer. Le varianti in stazione eretta vanno anche evitate nel caso il soggetto presenti un'iperlordosi lombare e/o un eccessivo accorciamento dei flessori dell'anca.

## Aspetti anatomici e biomeccanici
Tralasciando le finalità legate alla prestazione atletica o alle varianti che coinvolgono una ampia catena cinetica, e analizzando strettamente l'attività dell'articolazione della spalla, l'esercizio della shoulder press nelle sue diverse varianti, viene generalmente ritenuto un esercizio per stimolare soprattutto i deltoidi antero-laterali (capo anteriore e laterale). Spesso viene giudicato un esercizio per tutti i capi del deltode (includendo quindi anche il capo posteriore), ma non si considera che nel movimento del braccio quale l’abduzione, il capo posteriore è antagonista (si allunga) svolgendo un'azione stabilizzatrice e debolmente sinergica, al contrario degli altri due capi, direttamente coinvolti come agonisti nella fase concentrica. Il capo posteriore del deltoide infatti compie principalmente movimenti opposti come l'adduzione, l'estensione, l'abduzione (o estensione) orizzontale, la retroposizione e l'extrarotazione dell'omero, e non viene generalmente segnalato come abduttore. Tuttavia, sebbene tale movimento porti questo capo in precontrazione e in crescente allungamento (antagonismo) nella fase concentrica, è stata comunque rilevata una sua partecipazione durante l'esercizio (presumibilmente come muscolo stabilizzatore e/o neutralizzatore). Nei primi 60° nei movimenti di elevazione del braccio assume una certa importanza la cuffia dei rotatori, mentre perde sempre più rilievo fino a risultare insignificante a 180°. Il sovraspinato ad esempio produce la maggiore attività tra i 0° e i 30° gradi del movimento nel military press. Quello che viene poco considerato, è che al di sotto dei 60° di abduzione l'attività è a carico della cuffia dei rotatori, in particolare del sovraspinato e non del deltoide. L'abduttore principale nei primi 60° del movimento è il sovraspinato che, dando la direzione verso l'esterno alla testa omerale, grazie alla sua inserzione sul trochite, permette l'inizio dell'abduzione; senza questo intervento il deltoide, per la sua inserzione distale (tuberosità deltoidea omerale) porterebbe la testa omerale a salire verso la volta acromion coracoidea. Anche se nel movimento di abduzione viene solitamente citato solo il sovraspinato, in realtà diversi studi elettromiografici segnalano che anche gli altri tre fasci che compongono questo gruppo (sottospinato, sottoscapolare, piccolo rotondo) intervengano in questi movimenti in maniera pari al sovraspinato. Sia i deltoidi che la cuffia dei rotatori quindi partecipano in maniera significativa all'abduzione del braccio, con le seguenti stime: il 35-65% è a carico del deltoide laterale, il 30% del sottoscapolare, il 25% dal sovraspinato, il 10% dal sottospinato, e il 2% dal deltoide anteriore. Inoltre viene segnalato che la rotazione del braccio riesca ad influenzare il reclutamento dei muscoli coinvolti nell'elevazione della spalla: mentre gli extrarotatori (sottospinato e piccolo rotondo) vengono maggiormente attivati quando il braccio durante l'elevazione è intrarotato, gli intrarotatori (il sottoscapolare) vengono maggiormente attivati quando il braccio è extrarotato. Visto che la shoulder press prevede l'abduzione del braccio da extrarotato, esso pone chiaramente maggiore stress sul sottoscapolare rispetto agli extrarotatori, i quali risultano meno attivi perché portati in precontrazione, esercitando una minore stabilizzazione della spalla durante il movimento. Per quanto riguarda la maggiore attività tra capo anteriore e capo laterale del deltoide, gran parte dei testi di anatomia riconosce nel capo laterale il principale abduttore del braccio. Infatti l'articolazione della spalla può essere abdotta dai muscoli le cui fibre sono inserite sul fulcro della testa omerale. Analizzando l'anatomia funzionale della regione corporea si riesce a comprendere che solo il deltoide laterale e il sovraspinato riescono ad adempiere propriamente al movimento di intera abduzione.
Studi più recenti sulle differenze tra 4 varianti della shoulder press, in piedi con manubri, seduti con manubri, in piedi con bilanciere, e seduti con bilanciere, hanno rivelato dati più completi:
Per il deltoide anteriore:
- ~11% inferiore da seduti con bilanciere rispetto a seduta con manubri;
- ~15% inferiore in piedi con bilanciere rispetto a in piedi con manubri;
- ~8% inferiore da seduti con manubri rispetto a in piedi con manubri;

Per il deltoide laterale:
- ~7% inferiore in piedi con bilanciere rispetto a in piedi manubri;
- ~7% inferiore da seduti con bilanciere contro in piedi con bilanciere;
- ~15% inferiore da seduti con manubri rispetto a in piedi con manubri;

Per il deltoide posteriore:
- ~25% inferiore da seduti con bilanciere contro in piedi con bilanciere;
- ~24% inferiore da seduti con manubri contro in piedi con manubri;

Per il bicipite brachiale:
- ~33% maggiore da seduti con bilanciere contro da seduti con manubri;
- ~16% maggiore in piedi con bilanciere rispetto a in piedi con manubri;
- ~23% inferiore da seduti con manubri contro in piedi con manubri;

Per il tricipite brachiale:
- ~39% maggiore da in piedi con bilanciere contro in piedi con manubri;
- ~20 inferiore da seduti con bilancire contro in piedi con bilanciere;

La forza misurata come 1-RM risultava:
- ~7% inferiore in piedi con manubri rispetto a in piedi con bilanciere;
- ~10% inferiore rispetto manubri da seduti;

In conclusione, l'esercizio con la maggiore richiesta di stabilità massima (in piedi e manubri) ha dimostrato la più alta attività neuromuscolare del muscolo deltoide, anche se questo era l'esercizio con la minima forza 1-RM (Saeterbakken e Fimland, 2013). Ulteriori analisi rilevano che nelle varianti con bilanciere (barbell shoulder press) il capo laterale (o mediale) è quello più attivo, tuttavia nella variante con i manubri (dumbbell shoulder press) l'attivazione tra capo anteriore e laterale è simile (Paoli et al, 2003). Altri studi sull'analisi di tutte le varianti della shoulder press solo con bilanciere (da seduti o in piedi, davanti o dietro, e presa intermedia o larga) hanno determinato come la shoulder press avanti da seduti con presa intermedia favorisca in assoluto la maggiore attivazione del fascio clavicolare del grande pettorale rispetto a tutte le varianti testate, mentre la shoulder press in piedi dietro al collo provochi la maggiore attivazione del deltoide anteriore. Tutte le altre varianti hanno dimostrato livelli di attività muscolare simili (Büll et al., 2010). Infine, analisi sulla shoulder press alla smith machine hanno trovato che questo esercizio stimoli il deltoide anteriore in maniera significativamente maggiore rispetto alle alzate laterali ai manubri o ai cavi (Botton et al., 2013).
L'abduzione del braccio (omero) fino a 180° è possibile solo con braccio extrarotato, e solo due terzi del movimento (120°) sono a carico dell'articolazione gleno-omerale. Al contrario quando l'abudzione avviene a braccio intrarotato esso non può abdursi oltre i 60°, perché la grande tuberosità dell'omero crea un impingement sul processo acromiale e sul legamento coracoacromiale. I primi 60° di abduzione (prima che il braccio raggiunga l'orizzontale) vengono riconosciuti come il vero range di movimento dell'articolazione gleno-omerale, in opposizione alla mobilizzazione dell'articolazione scapolo-toracica (riguardante la scapola). Per quanto riguarda la distribuzione del carico tra gli abduttori della spalla (deltoide, cuffia dei rotatori) e gli elevatori della scapola (trapezio, romboidi, elevatore della scapola e gan dentato), viene riconosciuto che solo nei primi 30° di abduzione il movimento sia pienamente a carico dei primi (soprattutto della cuffia, che nei primi gradi è predominante), mentre dopo i 30° la scapola comincia ad elevarsi per azione dei suoi elevatori. Alcuni studi elettromiografici ad esempio hanno riscontrato che il military press sia in grado di sollecitare in maniera significativa la porzione mediale del gran dentato, la quale partecipa appunto all'elevazione delle scapole. Ciò significa che durante il movimento del shoulder press, gli elevatori delle scapole quali trapezio, romboidi, gran dentato e elevatore della scapola, hanno un ruolo rilevante ben prima che il braccio raggiunga la linea orizzontale, e molto più rilevante quando supera questa soglia. Al contrario gli abduttori dell'omero che si intende stimolare perdono sempre più rilevanza man mano che il braccio supera il 90° di abduzione. Infine, alcuni studi più datati (Büll et al., 2001) hanno rilevato che l'ampiezza della presa sulla shoulder press non abbia influenza sull'attività di gran dentato e trapezio, i quali hanno dimostrato un alto intervento in entrambe le modalità.
Muscoli coinvolti nell'abduzione del braccio:
- Muscolo deltoide (capo laterale e anteriore)
- Muscolo sovraspinato
- Muscolo sottospinato
- Muscolo sottoscapolare
- Muscolo piccolo rotondo
- Muscolo bicipite brachiale (capo lungo)*

Muscoli coinvolti nella flessione del braccio: (nel lento avanti sul piano sagittale)
- Muscolo deltoide (capo anteriore e laterale)
- Muscolo sovraspinato
- Muscolo coracobrachiale
- Muscolo grande pettorale (fascio clavicolare)
- Muscolo bicipite brachiale*

Muscoli coinvolti nell'estensione del avambraccio:
- Muscolo tricipite brachiale
- Muscolo anconeo

Muscoli coinvolti nell'elevazione della scapola:
- Muscolo trapezio (fasci discendenti o superiori)
- Muscoli piccolo e grande romboide
- Muscolo elevatore della scapola
- Muscolo gran dentato

*La flessione e l'abduzione del braccio eseguita a gomito flesso avvicina i capi di inserzione del bicipite brachiale portandolo in precontrazione, pertanto nel shoulder press esso agisce con scarsa efficacia.